# Bala (Mayo-Oulo)
Pour les articles homonymes, voir Bala.
Bala est une localité du Cameroun située dans le département du Mayo-Louti et la Région du Nord, à proximité de la frontière avec le Nigeria. Elle fait partie de l'arrondissement (commune) de Mayo-Oulo.

## Population
Lors du recensement de 2005, la localité comptait 1 112 habitants. 